# Veïnat Pla del Bugantó
Veïnat Pla del Bugantó – miejscowość w Hiszpanii, w Katalonii, w prowincji Girona, w comarce Gironès, w gminie Llambilles.
Według danych INE z 2005 roku miejscowość zamieszkiwało 25 osób.